# 호조 도키유키
애니 Nige Jouzu no Wakagimi [逃げ上手の若君] 의 주인공 
호조 토키유키(北条時行, 생몰년 미상, 활동 시기 14세기 중반)는 가마쿠라 막부 말기와 남북조 시대 초기에 활동한 인물로, 호조 가문의 마지막 유력자 중 한 명입니다.
그는 **가마쿠라 막부 최후의 집권(제16대)**인 **호조 다카토키(北条高時)**의 아들이었습니다.

### 주요 생애
1. 1333년 — 가마쿠라 막부 멸망
  - 1333년, 고다이고 천황의 겐무신정 운동과 아시카가 다카우지·고 노다카(新田義貞) 등의 공격으로 가마쿠라 막부가 멸망.
  - 이때 호조 다카토키와 많은 일족이 자결했으나, 토키유키는 도망쳐 생존.
2. 1335년 — 나카노시마 전투와 가마쿠라 점령
  - “난부 반란”으로 불리는 **겐코의 난(中先代の乱)**에서 토키유키는 가마쿠라를 기습해 일시 점령.
  - 그러나 아시카가 다카우지의 동생 아시카가 다다요시(足利直義)에게 패해 다시 도망.
3. 남조(南朝) 세력 합류
  - 이후 남조 측에 가담해 여러 지역에서 북조(아시카가 막부)에 대항.
  - 신슈(信州) 등지에서 게릴라전 전개.
4. 최후
  - 정확한 사망 연대는 불명이나, 남조측 기록에는 1353년 무렵 사망한 것으로 전함.
  - 일부 전승에서는 체포 후 처형되었다고 함.

### 역사적 의의
- 호조 토키유키는 가마쿠라 막부의 부활을 꿈꾼 마지막 호조 일족으로 평가됩니다.
- 그의 반란(중선대의 난)은 아시카가 다카우지가 일시적으로 교토에서 몰려나게 만들 정도로 큰 충격을 주었으나, 결국 실패로 끝났습니다.